# Marie Mitterrand
Pour les autres membres de la famille, voir Famille Mitterrand.
 (novembre 2016).
Marie Mitterrand, née le 3 août 1968, est une productrice et auteure de films documentaires française. 
Depuis 2006, responsable de la Fondation d'entreprise Premier - Les Nouveaux Constructeurs, devenue la Fondation YARA Les Nouveaux Constructeurs sous égide de la Fondation Caritas France, présidente de l'association YARA LNC, vice-présidente de l'association YARA LNC Suisse.[réf. nécessaire]

## Famille
Marie Mitterrand est la fille d'Olivier Mitterrand et d'Édith Breguet, petite-fille de l'avionneur Louis Charles Breguet (1880-1955).

## Filmographie

### En tant que productrice

#### Société & Sciences
- Chrétiens Chlorophylles (52 min) 2019, documentaire écrit par Éric Denimal et Marie Mitterrand, réalisation Jean-Baptiste Martin - France2
- Fiat Lux (52 minutes)  2019 Documentaire écrit par Daniel Tardy, réalisé par Jean-Baptiste MARTIN - Histoire
- Memento Mori (52 minutes) 2015, documentaire écrit et réalisé par Brigitte Barbier- KTO
- La Course à Pied (52 minutes) 2013  Documentaire écrit par Marie Mitterrand, réalisé par Jean-Baptiste Martin - France 3
- Les Bonheurs au Féminin (52 minutes) 2011, documentaire écrit par Marie Mitterrand, réalisé par Jean-Baptiste Martin - Vivolta
- Jeunesse évangélisatrice (52 minutes) 2010, documentaire écrit par Marie Mitterrand et Véronique Bréchot ; réalisé par Véronique Bréchot
- Le Cheval au Féminin (52 minutes) 2010, documentaire réalisé par Valérie Perrey - Equidia
- Poneys d'Enfert, équithérapie au cœur de Paris (26 minutes) 2007, documentaire écrit par Marie Mitterrand, réalisé par Bruno Aguila - Equidia
- Enfances en Danger (52 minutes) 2007, documentaire écrit par Marie Mitterrand, réalisé par Jean-Baptiste Martin - KTO / RTBF
- Vivre en banlieue, la parole d'une éducateur de rue, avec Jean-Marie Petitclerc (52 minutes) 2006, documentaire écrit par Marie Mitterrand, réalisé par Jean-Baptiste Martin - Public Sénat
- Accueillir un enfant handicapé ? (52 minutes) 2006, documentaire écrit par Marie Mitterrand, réalisé par Jean-Baptiste Martin - RTBF / KTO
- Avortement ou accueil de la vie (55 minutes) 2005, documentaire écrit par Marie Mitterrand, réalisé par Jean-Baptiste Martin - KTO
- Des Polytechniciens dans ma Cité, avec Jean-Marie Petitclerc (52 minutes) 2004, documentaire écrit par Marie Mitterrand, réalisé par Jean-Marie David - KTO / RTS
- Patrons Chrétiens (52 minutes) 2004, documentaire écrit par Marie Mitterrand, réalisé par Jean-Baptiste Martin - KTO
- Voyage chez des Tsiganes heureux (52 minutes) 2003, documentaire de Jean-Marie David - KTO / France 3
- Orthodoxes en Provence (52 minutes) 2003, documentaire de Jean-Marie David - KTO / RTS
- Les Pauliteiros du Tras Os Montes (52 minutes) 2002, documentaire de Jean-Marie David - KTO
- Dialogue Religieux en Essonne (52 minutes) 2002, documentaire de Jean-Marie David - KTO / RTS
- Le Bateau Je Sers (52 minutes) 2002  Documentaire de Jean-Marie David - KTO / RTS

#### Portraits
- Roland Giraud, le pari de croire en la vie (52 min) 2017, documentaire écrit par JP. Delaume-Myard et Pierre Fesquet, réalisation Jean-Baptiste Martin - KTO TV, France 3, RTS
- Jésus, Michael Lonsdale et ses amis (52 min) 2016, documentaire écrit par Marie Mitterrand, réalisation Jean-Baptiste Martin - KTO TV, RTS - Cinéma: Le Lucernaire (Paris)
- Rencontre avec Meredith Michaels-Beerbaum (52 minutes) 2013, documentaire écrit par Marie Mitterrand et Pascal Renauldon, réalisé par Jean-Baptiste Martin - Equidia, Horse & Country (UK et Australie), Campagnes TV
- Claude Rich (52 minutes) 2012, documentaire écrit par Marie Mitterrand, réalisé par Jean-Baptiste Martin - France 5 dans la collection « Empreintes »
- Music-Hall en Famille (52 minutes) 2011, documentaire écrit par Jean-Pier Delaume-Myard, réalisé par Jean-Baptiste Martin - France 3
- Eugénie Angot (52 minutes) 2010, documentaire écrit par Marie Mitterrand, réalisé par Jean-Baptiste Martin - Equidia
- Sidney Bechet Anniversary Club (2 × 52 min) 2009, documentaire écrit par Marie Mitterrand et réalisé par Jean-Marie David (et un Concert de jazz réalisé par Charles Dubois et Jean-Baptiste Martin) - Mezzo
- Benoîte Groult, le temps d'apprendre à vivre (52 minutes) 2008, documentaire écrit par Marie Mitterrand, réalisé par Jean-Baptiste Martin - France 5 dans la collection « Empreintes ». Festival : Festival international du film sur l’art de Montréal (2009)
- Denis Levaillant, un compositeur au cœur de la création (26 minutes) 2007, documentaire réalisé par Jean-Marie David - Mezzo
- Danseurs étoiles de l'Opéra de Paris série (4 × 26 min) 2006. Documentaire réalisé par Jean-Marie David - France 2, Mezzo	
  - 1 Agnès Lestestu, une étoile à la sensibilité d’actrice
  - 2 Patrice Bart, portrait d’un seigneur du ballet
  - 3 Clairemarie Osta, une étoile dans l’âme
  - 4 José Martinez, un hidalgo au palais Garnier
- Yves Bienaimé, écuyer esthète de Chantilly (26 minutes) 2006, documentaire écrit par Marie Mitterrand, réalisé par Jean-Marie David - Equidia
- Juan Carmona, le Flamenco à fleur de peau (53 minutes) 2005, documentaire réalisé par Jean-Marie Davis - Mezzo. Festivals : Medimed Barcelona (Espagne 2005), Musiques sacrées du Monde de Dijon (2005).
- Katia Guerreiro, entre les mains du Fado (53 minutes) 2004, documentaire réalisé par Jean-Marie David - Mezzo. Festivals : Medimed Barcelona (Espagne 2005)
- Roselyne Bachelot (52 minutes) 2004, documentaire écrit par Marie Mitterrand, réalisé par Jean-Baptiste Martin - TV10
- Salvatore Adamo, la vie comme elle passe (52 minutes) 2003, documentaire de Serge Kochyne - France 5
- Norodom Sihanouk, roi cinéaste (64 minutes) 1997, documentaire écrit par Frédéric Mitterrand, réalisé par Jean-Baptiste Martin - France 2. Festivals : Phnom Penh (Cambodge, 1997 et 2004), Bruxelles (Belgique 1998)
- Knut Hamsun, l'éternel passant (48 minutes) 1998, documentaire de Charles Dubois - France 3 « Un siècle d'écrivains »

#### Histoire
- Prêtres sous la Terreur  (52 min) 2016, documentaire écrit par JP.Delaume-Myard et Marieke Aucante, réalisé par Jean-Baptiste Martin - Histoire, KTO
- Avions de Légende (52 min) 201, documentaire de Denis Becker, France 3
- Archéologue Aérien (52 minutes) 2009, documentaire écrit par Denis Becker et Jean-Baptiste Martin, réalisé par Denis Becker - France 3.
- Je suis la folle Brejnev (75 minutes) 2001, documentaire de Frédéric Mitterrand - France 3. Festivals : Festival du Film Gay et Lesbien de Bruxelles (2003), de Paris (2003), de Lille (2003)
- L’Orient des Cafés (52 minutes) 2000, documentaire de Mokhtar Ladjimi - France 5.

Festivals : Festival du Monde Arabe de Montreal (2007), Mediterranean Environmental Award (2006), Cinéma Méditerranéen (Bruxelles 2004), Cinéma Africain de Milan (Italie 2001) ; Vues d’Afrique à Montréal (Québec 2001) ; Mediawave Film Festival (Hongrie 2001) ; Festival du Film de Amiens (France 2001).
- Mikhaïl et Raissa, Souvenirs d'un grand amour (83 minutes) 2000, documentaire de Frédéric Mitterrand - France 2
- Mémoires D'Exil (six fois 70 minutes) 1999

Série de six films documentaires de Frédéric Mitterrand - France 2 et édition en coffret DVD (France Télévision Distribution) :
1. Le Phénix Romanoff
2. Les Combats de Otto de Habsbourg
3. Le Tsarevitch de Biarritz
4. Hohanzollern – Armagedon
5. L’autre Russie
6. Les Héritiers du Souvenir

#### Animaliers
- Le Bien-être du Cheval (52 minutes) 2015, documentaire écrit par Jean-Pier Delaume-Myard et David Laizeau, réalisé par Jean-Baptiste Martin - Equidia
- Henson, joyau de la Baie de Somme (26 minutes) 2015, documentaire réalisé par Jean-Baptiste Martin - Equidia
- Le Cheval Citoyen en Normandie (52 minutes) 2014, documentaire écrit par Jean-Pier Delaume-Myard et David Laizeau, réalisé par Jean-Baptiste Martin - Equidia
- Des Tigres et des Hommes (52 minutes) 2011, documentaire écrit par Jean-Pier Delaume-Myard et David Laizeau, réalisé par Jean-Baptiste Martin - France 3
- Le Cheval au Féminin (52 minutes) 2010, documentaire écrit et réalisé par Valérie Perrey - Equidia
- Les Yearlings Trotteurs (52 minutes) 2008, documentaire écrit par Marie Mitterrand et réalisé par Jean-Baptiste Martin - Equidia
- Le Cheval Miniature, portrait d'un grand séducteur (26 minutes) 2007, documentaire réalisé par Jean-Marie David - Equidia
- Le Charro Français (26 minutes) 2006, documentaire réalisé par Jean-Marie David - Equidia
- Castors du Rhône (52 minutes) 2001, documentaire de Jean-Marie David - Seasons
- Le Chocard en Hiver (52 minutes) 2001, documentaire de Jean-Marie David - Seasons

Festivals : Chamonix et Menigoutte (France 2001), Rabbat (Maroc 2002)

#### Autres
- Documentaires automobiles anciennes, mini-série deux fois 52 minutes 2005

1. Passion Automobile sur la Loire
2. Passion Automobile en Anjou

Série documentaire écrite par Olivier de Serres, réalisée par Jean-Marie David - TV10

### En tant qu'auteure
2019
- Chrétiens Chlorophylles (52 min), documentaire écrit avec Éric Denimal, réalisation Jean-Baptiste Martin - France2

2016
- documentaire de 52 minutes : Jésus, Michael Lonsdale et ses amis, réalisation Jean-Baptiste Martin - KTO TV, RTS - Cinéma: Le Lucernaire

2014
- documentaire de 26 minutes : Henson, joyau de la Baie de Somme, réalisé par Jean-Baptiste Martin - Equidia

2013
- documentaire de 52 minutes : La Course à pied (52 minutes) - France 3
- documentaire de 52 minutes : Rencontre avec Meredith Michaels-Beerbaum, réalisé par Jean-Baptiste Martin - Equidia, Horse & Country (UK et Australie), Campagnes TV

2012
- documentaire de 52 minutes : Claude Rich

2011
- documentaire de 52 minutes : Les Bonheurs au Féminin, réalisé par Jean-Baptiste Martin - Vivolta

2010
- documentaire de 52 minutes : Jeunesse Evangélisatrice, réalisé par Véronique Bréchot – KTO
- documentaire de 52 minutes Eugénie Angot, confessions d'une championne, réalisé par Jean-Baptiste Martin - Equidia

2009
- documentaire de 52 minutes Sidney Bechet Anniversary Club, réalisé par Jean-Marie David – Mezzo
- spectacle vivant de 52 minutes Sidney Bechet Memory All Stars, réalisé par Charles Dubois – Mezzo

2008
- documentaire de 52 minutes : Les Yearlings Trotteurs, réalisé par Jean-Baptiste Martin - Equidia

2007
- documentaire de 52 minutes : Benoîte Groult, le temps d'apprendre à vivre, réalisé par Jean-Baptiste Martin – France 5 collection ‘Empreintes’
- documentaire de 52 minutes : Enfances en Danger, réalisé par Jean-Baptiste Martin – RTBF / KTO
- documentaire de 26 minutes : Poneys d'Enfert, équithérapie au cœur de Paris, réalisé par Bruno Aguila - Equidia

2006
- documentaire de 52 minutes : Vivre en banlieue, la parole d'une éducateur de rue, avec Jean-Marie Petitclerc, réalisé par Jean-Baptiste Martin - Public Sénat

2005
- documentaire de 26 minutes : Yves Bienaimé, écuyer esthète de Chantilly, réalisé par Jean-Marie David - Equidia
- documentaire de 52 minutes : Accueillir un enfant handicapé ?, réalisé par Jean-Baptiste Martin – KTO / RTBF

2004
- documentaire de 52 minutes : Avortement ou accueil de la vie, réalisé par Jean-Baptiste Martin - KTO
- documentaire de 52 minutes : Roselyne Bachelot, réalisé par Jean-Baptiste Martin – TV 10
- documentaire de 52 minutes : Patrons chrétiens, réalisé par Jean-Baptiste Martin - KTO

2003
- documentaire de 52 minutes : Des Polytechniciens dans ma cité, avec Jean-Marie Petitclerc, réalisé par Jean-Marie David – KTO / TSR

## Décorations
Chevalier de la Légion d'honneur (2023)